# Hold the Line
Hold the Line – piosenka rockowa zespołu Toto, wydana w 1978 roku jako singel promujący album Toto.

## Treść
Tytuł ma dwojakie znaczenie. Z jednej strony oznacza utrzymanie dotychczasowej sytuacji – toteż podmiot liryczny prosi dziewczynę o cierpliwość i utrzymanie ich związku. Jednakże David Paich przyznał, że inspiracją dla tytułu były połączenia telefoniczne, podczas których w oczekiwaniu na czyjąś rozmowę prosi się dotychczasowego rozmówcę o nieodkładanie słuchawki.
We wszystkich zwrotkach każdy wers zaczyna się od słów „it's not”. Poprzez określenie, czym miłość nie jest, podmiot liryczny próbuje zrozumieć, czym ona jest tak naprawdę.

## Wydanie i odbiór
Piosenka została wydana jako singel na płycie 7″.
Utwór zajął wysokie miejsca na listach przebojów, m.in. piąte na liście Billboard Hot 100 i czternaste na UK Singles Chart.
| Lista             | Pozycja | Źródło |
| ----------------- | ------- | ------ |
| Holandia          | 19      | [ 3 ]  |
| Irlandia          | 24      | [ 4 ]  |
| Kanada            | 4       | [ 5 ]  |
| Niemcy            | 23      | [ 3 ]  |
| Nowa Zelandia     | 11      | [ 3 ]  |
| Południowa Afryka | 1       | [ 6 ]  |
| Stany Zjednoczone | 5       | [ 1 ]  |
| Szwecja           | 3       | [ 3 ]  |
| Wielka Brytania   | 14      | [ 1 ]  |